# Tetranchyroderma parapapii
Tetranchyroderma parapapii is een buikharige uit de familie van de Thaumastodermatidae. De wetenschappelijke naam van de soort werd voor het eerst geldig gepubliceerd in 2009 door Hummon.